# Chwila dla Ciebie
Chwila dla Ciebie – tygodnik skierowany głównie do kobiet, wydawany od 1995 roku w Warszawie przez Wydawnictwo Bauer. Jego nakład przekracza 550 tysięcy egzemplarzy. W każdym numerze publikowane są obyczajowe historie dotyczące życia kobiet, porady i rozrywka. Ważnym elementem magazynu jest także rubryka z listami od czytelniczek. 